# Giáo dục công dân

Một quyển sách Giáo dục công dân 8 của Nhà xuất bản Giáo Dục Việt Nam.

Giáo dục công dân, viết tắt là GDCD, là môn học tìm hiểu về các quyền và nghĩa vụ của công dân trong xã hội. Dân sự trong tiếng Anh gọi là "civics", bắt nguồn từ tiếng Latinh civicus có nghĩa là "liên quan đến công dân". Cụm từ dân sự liên quan đến hành vi ảnh hưởng đến những công dân khác, cụ thể là trong bối cảnh phát triển đô thị.